# Туктаркуль
Туктаркуль (баш. Тухтаркүл) — деревня в Буздякском районе Республики Башкортостан Российской Федерации. Входит в состав Буздякского сельсовета.

## География

### Географическое положение
Расстояние до:
- районного центра (Буздяк): 10 км,
- ближайшей ж/д станции (Буздяк): 9 км.

## Население
| 2002 | 2009 | 2010 |
| ---- | ---- | ---- |
| 56   | →56  | ↘55  |

Согласно переписи 2002 года, преобладающие национальности — башкиры (70 %), татары (27 %).